# 岡本隆一
岡本 隆一（おかもと りゅういち 1906年（明治39年）12月16日 - 2004年（平成16年）10月9日）は、日本の政治家、医師。衆議院議員（5期）。

## 人物
1906年に京都市で生まれる。
1930年京都府立医科大学卒。同大学の助手となり、父親が運営していた京都府にある診療所を受け継ぎ、1954年に医療法人岡本病院を設立し、院長となる。京都府議会議員を経て、1955年の第27回衆議院議員総選挙で日本社会党左派で京都府第2区から立候補し、当選する。1977年春の叙勲で勲二等瑞宝章受章。5期を務め、その後、1990年から岡本病院の会長となる。社会民主党の京都府連合の名誉顧問を務めていた。
2004年10月4日に京都市伏見区の病院で老衰のため死去、97歳。死没日をもって従四位に叙される。